# Destin, Florida
Destin là một thành phố nằm ở Quận Okaloosa, Florida. Nó là một thành phố chính của Fort Walton Beach-Crestview-Destin, Khu vực thống kê đô thị Florida.
Nằm trên Bờ biển Emerald của Florida, Destin nổi tiếng với những bãi biển cát trắng và làn nước xanh ngọc lục bảo. Có nguồn gốc từ một làng chài nhỏ, bây giờ nó là một địa điểm du lịch nổi tiếng. Theo Cục Bảo vệ Môi trường Florida, hơn 80% trong số 4,5 triệu du khách của Emerald Coast đến thăm Destin mỗi năm. Thành phố có phong cách "Làng chài may mắn nhất thế giới" và tuyên bố có đội tàu đánh cá lớn nhất ở bang Florida.

Thành phố nằm trên một bán đảo tách Vịnh Mexico từ Vịnh Choctawhatchee. Bán đảo ban đầu là một hòn đảo chắn. Các cơn bão và mực nước biển thay đổi dần dần sự liên kết nó với đất liền.

## Lịch sử
Nông nghiệp cuối cùng cũng được giới thiệu đến Destin, tuy nhiên nó vẫn còn ở tình trạng sơ khai ban đầu. Các thành viên của Văn hóa Fort Walton đã xây dựng một ngọn núi nghi lễ ở Fort Walton Beach.
Destin được đặt theo tên của Leonard Destin, một thuyền trưởng New London, Connecticut, định cư tại khu vực từ năm 1845 đến năm 1850. Ông đã xây dựng một ngôi nhà thuộc địa New England tại địa điểm của khu đất dành riêng cho chốt quân sự Moreno . Thuyền trưởng Destin và con cháu của ông đã đánh bắt cá ở khu vực này trong nhiều thập niên.
Khu nhà chung cư đầu tiên được xây dựng ở Destin trong những năm 1970, mặc dù Destin không được thành lập như một đô thị cho đến năm 1984. Thành phố này đã trải qua sự tăng trưởng nhanh chóng kể từ những năm 1980.

## Địa lý
Thành phố nằm trên một bán đảo tách Vịnh Mexico từ Vịnh Choctawhatchee. Bán đảo ban đầu là một hòn đảo; các cơn bão và mực nước biển thay đổi dần dần kết nối đảo với đất liền.
Destin nằm gần một số thành phố khác trong khu vực. Thành phố Fort Walton Beach nằm ở phía tây tại cửa vào của Santa Rosa Sound vào Vịnh Choctawhatchee. Phía Bắc của Destin, trên vịnh là Niceville, với Cầu Mid-Bay nối hai con đường bằng đường bộ. Thành phố Panama (về phía đông) và Pensacola (về phía tây) cách nhau mỗi khoảng 50 dặm (80 km).
Ở mũi phía tây của bán đảo là Đèo phía đông (còn gọi là Đèo Destin), tách nó ra khỏi Đảo Santa Rosa về phía tây. Đèo phía đông là cửa ngõ duy nhất của Vịnh Choctawhatchee vào Vịnh Mexico, Nhiều nguồn tin cho rằng đường chuyền hiện tại đã được đào bằng tay.
"Đảo Cua," thực sự là hai hòn đảo được làm từ cát mà Quân đoàn của các kỹ sư nạo vét từ đèo phía Đông. Những hòn đảo này đủ lớn để  duy trì sự sống của cỏ biển, bụi cây nhỏ và chim biển làm tổ. Nó đã trở thành một nơi neo đậu phổ biến trong khu vực. Lối vào cảng Destin, một đầm phá giữa các bãi biển và phần chính của phần phía tây của bán đảo, nằm ngay phía bắc cầu tàu đèo phía đông. Đầm phá được hình thành bởi một bãi cát có tên là Holiday Isle; nhiều chung cư đã được xây dựng dọc theo bến cảng từ những năm 1970.
Theo Cục Thống Kê Dân số Hoa Kỳ, thành phố có tổng diện tích 8,2 dặm vuông (21 km2), trong đó 7,5 dặm vuông (19 km2) là đất và 0,6 dặm vuông (1,6 km2) (7,95%) là nước. Destin nằm ở 30 ° 23′36 ″ N 86 ° 28′31 ″ W.

## Dân cư

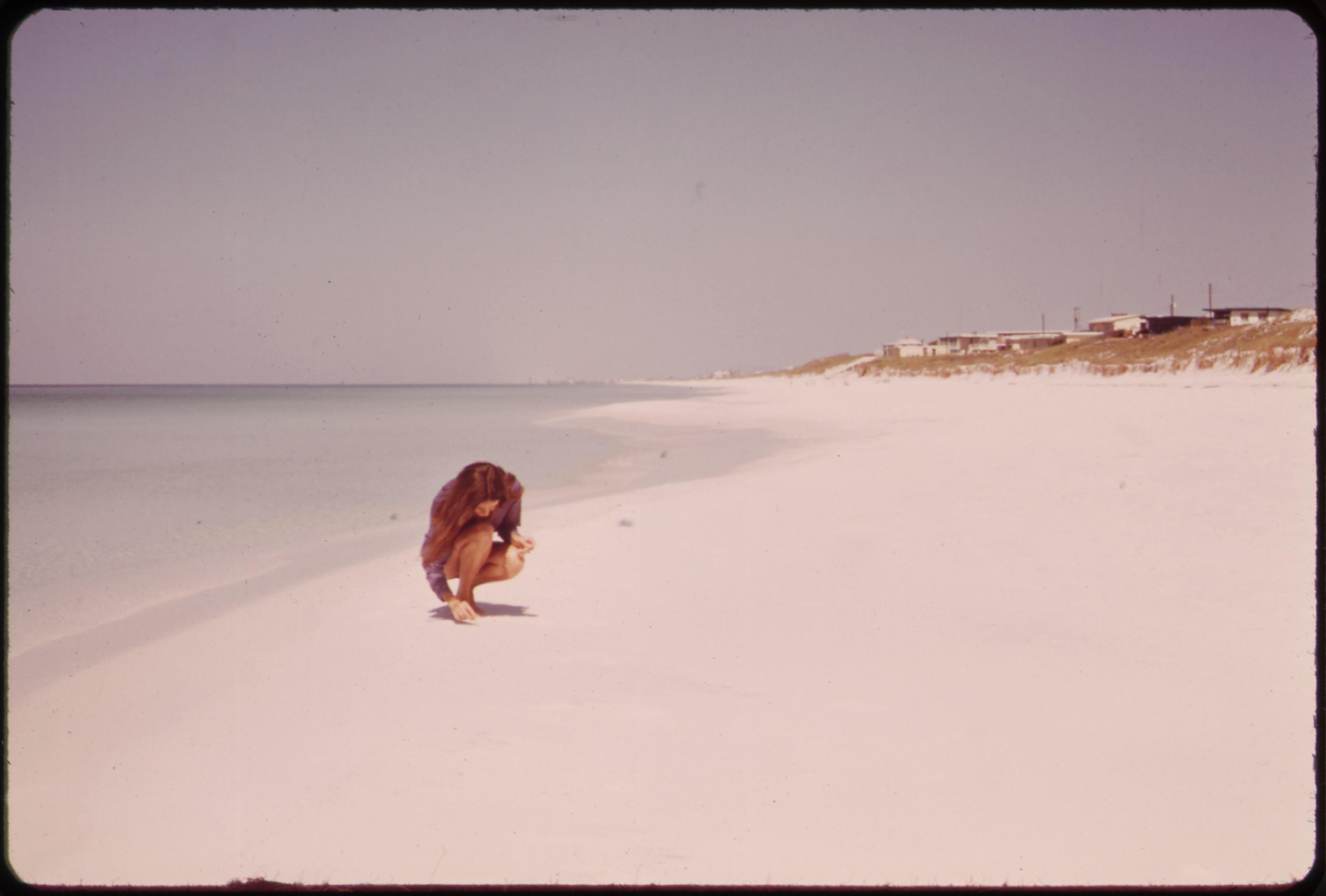
Bãi biển ở Destin, 1973

Theo điều tra dân số năm 2000, có 11.455 người, 4.437 hộ gia đình và 3.135 gia đình sống trong thành phố. Mật độ dân số là 1.477,1 người trên một dặm vuông (570,1 / km²). Có 10,599 đơn vị nhà ở với mật độ trung bình 1.408,0 mỗi dặm vuông (543,5 / km²). Tỷ lệ chủng tộc của thành phố là 96,21% người da trắng, 0,37% người Mỹ gốc Phi, 0,40% người Mỹ bản địa, 1,03% người châu Á, 0,08% người dân Thái Bình Dương, 0,37% từ các chủng tộc khác và 1,54% từ hai hoặc nhiều chủng tộc. Tây Ban Nha hoặc La tinh của bất kỳ chủng tộc nào là 2,66% dân số.
24,8% hộ gia đình có con dưới 18 tuổi sống chung với họ, 53,0% là các cặp vợ chồng chung sống với nhau, 8,0% là phụ nữ độc thân và 35,7% là không phải là gia đình. 27,4% hộ gia đình được tạo thành từ các cá nhân và 8,5% có người sống một mình 65 tuổi trở lên. Quy mô hộ trung bình là 2,26 và quy mô gia đình trung bình là 2,72.
Độ tuổi trung bình là 42 tuổi. Cứ 100 nữ giới thì có 101,8 nam giới. Cứ 100 nữ từ 18 tuổi trở lên, có 100,4 nam giới.
Thu nhập trung bình cho một hộ gia đình trong thành phố là $ 53,042, và thu nhập trung bình cho một gia đình là $ 60,498. Nam giới có thu nhập trung bình là 42.218 đô la so với 26.146 đô la đối với nữ. Thu nhập bình quân đầu người của thành phố là $ 32,048. Khoảng 3,0% gia đình và 5,5% dân số sống dưới mức nghèo khổ, bao gồm 6,2% những người dưới 18 tuổi và 2,0% những người 65 tuổi trở lê